# Stubo (miasto Valjevo)
Stubo (cyr. Стубо) – wieś w Serbii, w okręgu kolubarskim, w mieście Valjevo. W 2011 roku liczyła 236 mieszkańców.